# Oxyopes sinaiticus
Oxyopes sinaiticus är en spindelart som beskrevs av Levy 1999. Oxyopes sinaiticus ingår i släktet Oxyopes och familjen lospindlar.
Artens utbredningsområde är Egypten. Inga underarter finns listade i Catalogue of Life.